# Benedict, Kansas
Benedict là một thành phố thuộc quận Wilson, tiểu bang Kansas, Hoa Kỳ. Năm 2010, dân số của xã này là 73 người.

## Dân số
Dân số các năm:
- Năm 2000: 103 người
- Năm 2010: 73 người